# تپه باستانی سلطان‌آباد
سلطان‌آباد شامل دو تپه باستانی به فاصله ۳۰۰ متر واقع در مو قعیت روستای سلطان آباد از توابع شهرستان ساوجبلاغ، استان تهران.
قدمت این محوطه باستانی از دوران پیش از تاریخ تا اواخر دوره صفوی را در بر می‌گیرد.شامل سفالهایی با خمیره‌ها و پوشش‌های خاکستری نخودی و قرمز، سفالهای لعابدار مربوط به دوران اسلامی بیشتر در شرق و جنوب تپه.